# Lauthiers
Lauthiers település Franciaországban, Vienne megyében. Lakosainak száma 68 fő (2022. január 1.). Lauthiers Chauvigny, Paizay-le-Sec, La Puye és Sainte-Radégonde községekkel határos.

## Népesség
A település népességének változása:
| Lakosok száma | 62   | 67   | 72   | 68   | 68   | 67   | 67   | 68   | 68   |
|               | 2013 | 2015 | 2016 | 2017 | 2018 | 2019 | 2020 | 2021 | 2022 |